# Związek Zawodowy Pracowników Zakładu Szybkiej Kolei Miejskiej „Cisowa”
Związek Zawodowy Pracowników Zakładu Szybkiej Kolei Miejskiej "Cisowa" zrzesza pracowników spółki PKP Szybka Kolej Miejska w Trójmieście Sp. z o.o., Gdynia
Związek jest członkiem centrali związkowej pn Forum Związków Zawodowych, z siedzibą w Warszawie.

## Przewodniczący związku
- 2001-2017 – Daniel Ptach
- od 2017 - Magdalena Olga Lipska